# 格吕松
格吕松（法語：Gruson，法語發音：[ɡʁyzɔ̃]）是法国上法蘭西大區北部省的一个市镇，位于该省中部，省会里尔市区东南，属于里尔区和里尔欧洲都会区。

## 地理
格吕松（50°35'41"N, 3°12'22"E）面积3.13 平方千米，位于法国上法蘭西大區北部省，该省份为法国最北部的省份及最长的省份，西北濒北海，西接加来海峡省，南至埃纳省和索姆省，东与比利时接壤。
与格吕松接壤的市镇（或旧市镇、城区）包括：谢朗、锡苏万、昂斯坦、拜雪、布汶、佩韦勒地区康凡、梅朗图瓦地区桑甘。
格吕松的时区为UTC+01:00、UTC+02:00（夏令时）。

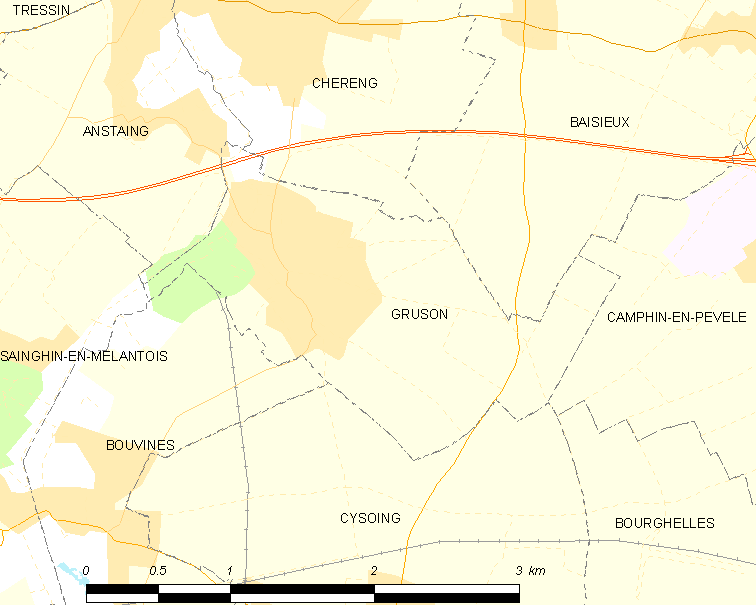
格吕松的OSM定位图

## 行政
格吕松的邮政编码为59152，INSEE市镇编码为59275。

## 政治
格吕松所属的省级选区为佩韦勒地区唐普勒沃县。

## 人口

1962-2008年间格吕松人口变化图示

格吕松于2022年1月1日时的人口数量为1223人。